# マーサ・デ・ラウレンティス
マーサ・デ・ラウレンティス（Martha De Laurentiis、1954年7月10日 - 2021年12月4日）は、アメリカ合衆国の映画プロデューサー。

## 来歴
ペンシルベニア州ランカスター出身。出生名は「マーサ・シューマッカー」（Martha Schumacher）。
1980年にイタリア出身の映画プロデューサーディノ・デ・ラウレンティスと映画製作会社ディノ・デ・ラウレンティス・プロを設立、経営管理責任者に就任すると共に映画プロデュースを手がける。特に映画『ハンニバル・レクター』シリーズやテレビドラマ『ハンニバル』のプロデュースで知られる。1990年に35歳の年齢差を越えてラウレンティスと結婚、2010年の彼の死まで沿い遂げた。
2021年12月4日、69歳で死去。長期にわたり癌治療を行っていたという。

## 主な作品
- 炎の少女チャーリー Firestarter (1984) 製作補
- キャッツ・アイ Cat's Eye (1985)
- 死霊の牙 Silver Bullet (1985)
- アーノルド・シュワルツェネッガー/ゴリラ Raw Deal (1986)
- 地獄のデビル・トラック Maximum Overdrive (1986)
- キングコング2 King Kong Lives (1986)
- ベッドルームの女 The Bedroom Window (1987)
- 天使とデート Date with an Angel (1987)
- 逃亡者 Desperate Hours (1990) 製作総指揮
- モンテカルロ殺人事件 Once Upon a Crime... (1992) 製作総指揮
- 戦慄の航海 Temptation (1994) 製作総指揮
- クイーン・オブ・エジプト Solomon & Sheba (1995) テレビ映画
- アンフォゲタブル Unforgettable (1996)
- ブレーキ・ダウン Break Down (1997)
- U-571 U-571 (2000)
- ハンニバル Hannibal (2001)
- レッド・ドラゴン Red Dragon (2002)
- ハンニバル・ライジング Hannibal Rising (2007)
- ハンニバル Hannibal (2013-2015) テレビドラマ、製作総指揮
- 残された者 -北の極地- Arctic (2018) 製作総指揮
- 炎の少女チャーリー Firestarter (2022) 製作総指揮